# Pensamento de Norea
O Pensamento de Norea (ou Ode de Norea) é um curto texto gnóstico Setiano. A principal cópia que chegou até nós vem da Biblioteca de Nag Hammadi (é o segundo livro do Codex IX). O Pensamento de Norea é às vezes considerado incorretamente como um dos Apócrifos do Novo Testamento.

## Gnosticismo Setiano
Acredita-se que o texto seja de um seita gnóstica Setiana, aquela que enxerga o Seth bíblico como um herói que depois reencarnou como Jesus. Seus outros textos incluem o Apocalipse de Adão, o Apócrifo de João, as As três estelas de Seth, a Protenóia trimórfica e o Evangelho dos egípcios.

## Texto
"Pai de Tudo, Ennoia da Luz, habitante das alturas sobre [as regiões] abaixo, Luz que habita nas alturas, Voz da Verdade, honrado Nous (ou Mente), Logos intocável e Voz inefável, Pai incompreensível!
É Norea que os chama. Eles a escutam [e] eles a receberam no lugar dela pra sempre. Eles lhe deram algo no Pai do Nous (ou Mente), Adamas, assim como a voz dos Sagrados, de maneira que ela pudesse descansar na inefável Epinoia, para que ela pudesse herdar a primeira mente que [ela] recebeu e que [ela] pudesse descansar no divino Autogenes, e que ela [também] pudesse se auto-gerar, como se ela tivesse herdado o Logos vivente, e que ela pudesse se unir a todos os Imortais, e pudesse falar com a mente do Pai.
E ela começou a falar com as palavras da Vida, e [ela] permaneceu na presença dos Glorificados, possuíndo aquilo que lhe foi dado antes do mundo existir. Ela tem a grande mente do Invisível, e ela glorifica [seu] Pai, e ela habita dentro daqueles que [estão ativamente alertas] dentro do Pleroma, e ela contempla o Pleroma.
Haverá um tempo quando ela contemplará o Pleroma, e ela não estará em desvantagem, pois ela tem os quatro ajudantes sagrados que intercedem em seu favor com o Pai de Todos, Adamas. Ele é o que está dentro de todos os Adams (ou Adãos), possuindo o pensamento de Norea, que fala dos dois nomes que criam um único nome (veja Sizígia)."